# Таубиц, Адам
Адам Таубиц (нем. Adam Taubitz; род. 7 октября 1967, Хожув, Польша) — немецкий джазовый и классический музыкант, скрипач, трубач, джазмен, руководитель джаз-оркестра, гитарист и композитор.
Учился музыке у своего отца, затем во Фрайбургской высшей школе музыки у Вольфганга Маршнера. С 1989 г. концертмейстер Базельского симфонического оркестра, с 1992 года художественный руководитель Базельского камерного оркестра. С 1997 года концертмейстер вторых скрипок в Берлинском филармоническом оркестре. В 1999 году основал сформированную из музыкантов оркестра Berlin Philharmonic Jazz Group, в которой играет на скрипке и трубе.